# Vyhnanice (Voděrady)
Vyhnanice (německy Wichnanitz) je malá vesnice, část obce Voděrady v okrese Rychnov nad Kněžnou. Nachází se asi 2,5 km na západ od Voděrad. V roce 2009 zde bylo evidováno 29 adres. V roce 2001 zde trvale žilo 40 obyvatel.
Vyhnanice leží v katastrálním území Vyhnanice u Voděrad o rozloze 1,28 km2.

## Galerie

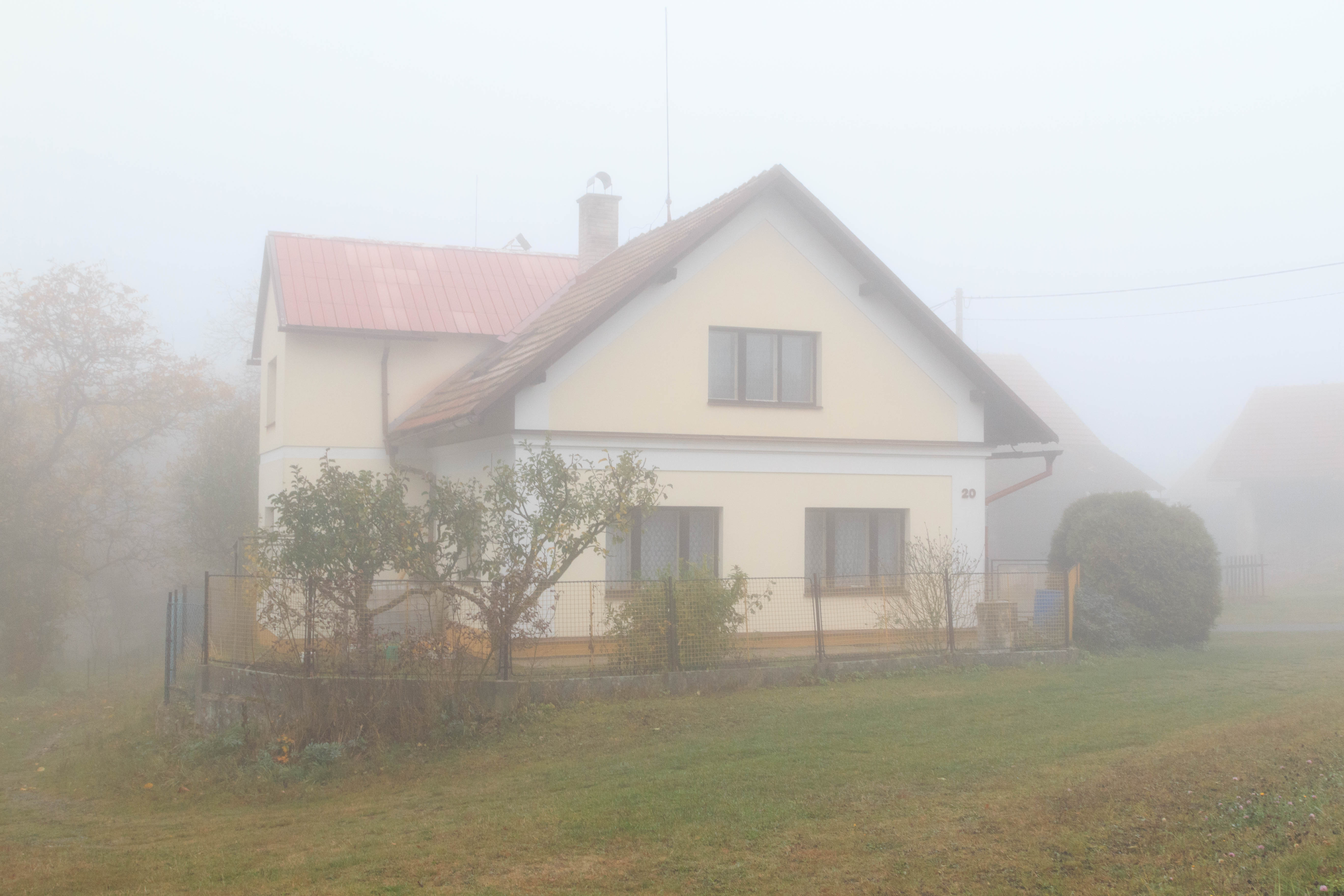
Vyhnanice u Voděrad – čp. 20
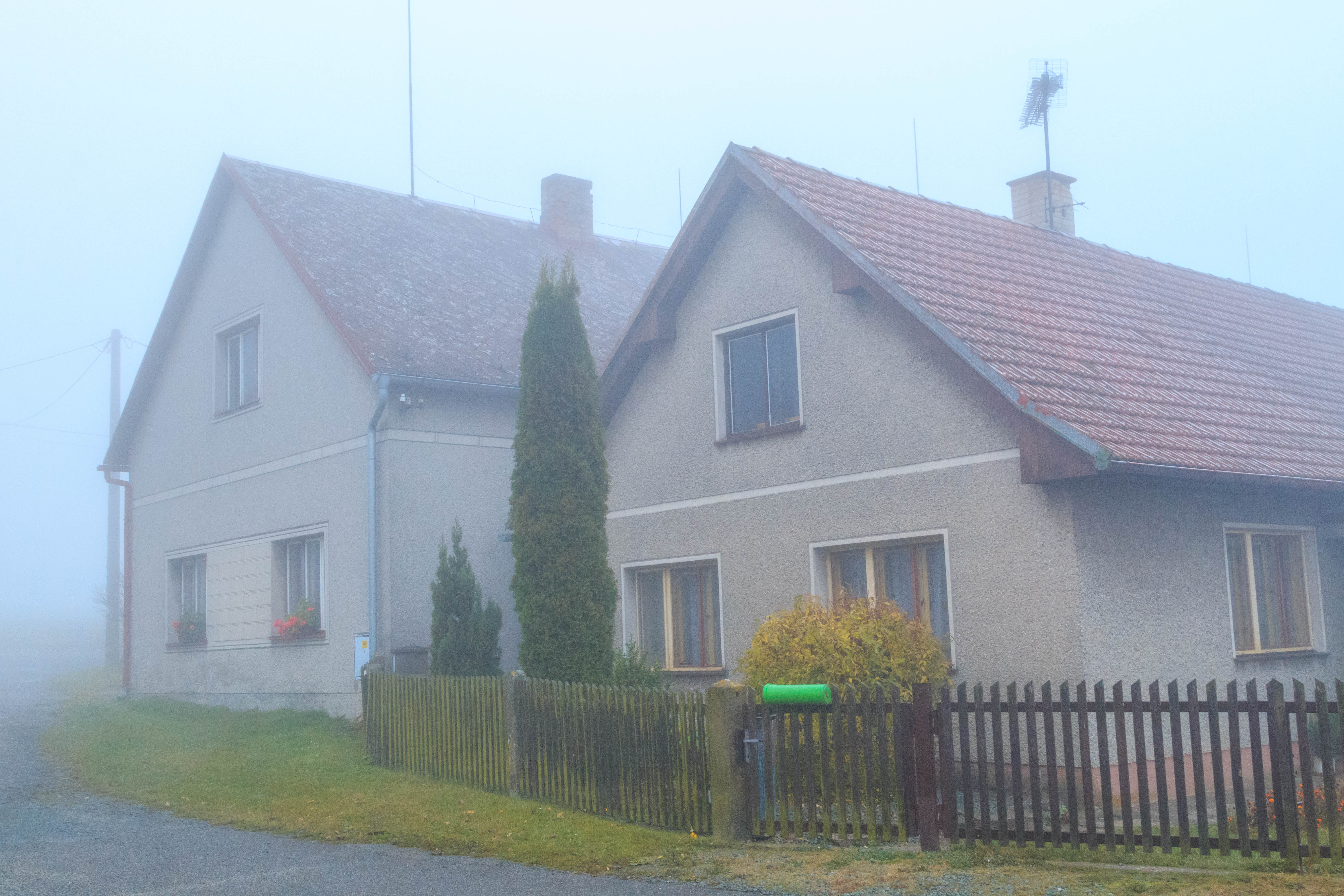
Vyhnanice u Voděrad – čp. 9
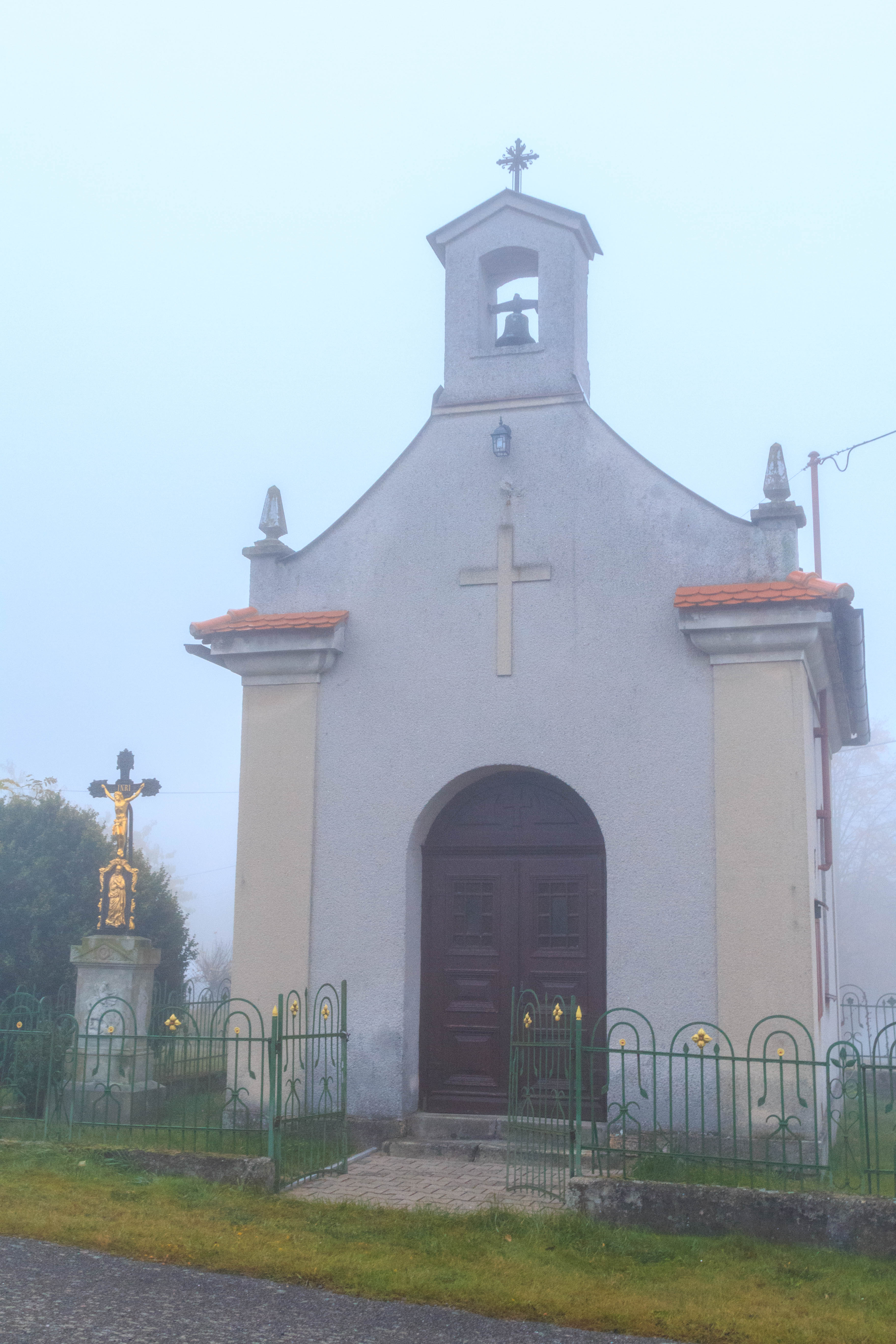
Vyhnanice u Voděrad – kaple
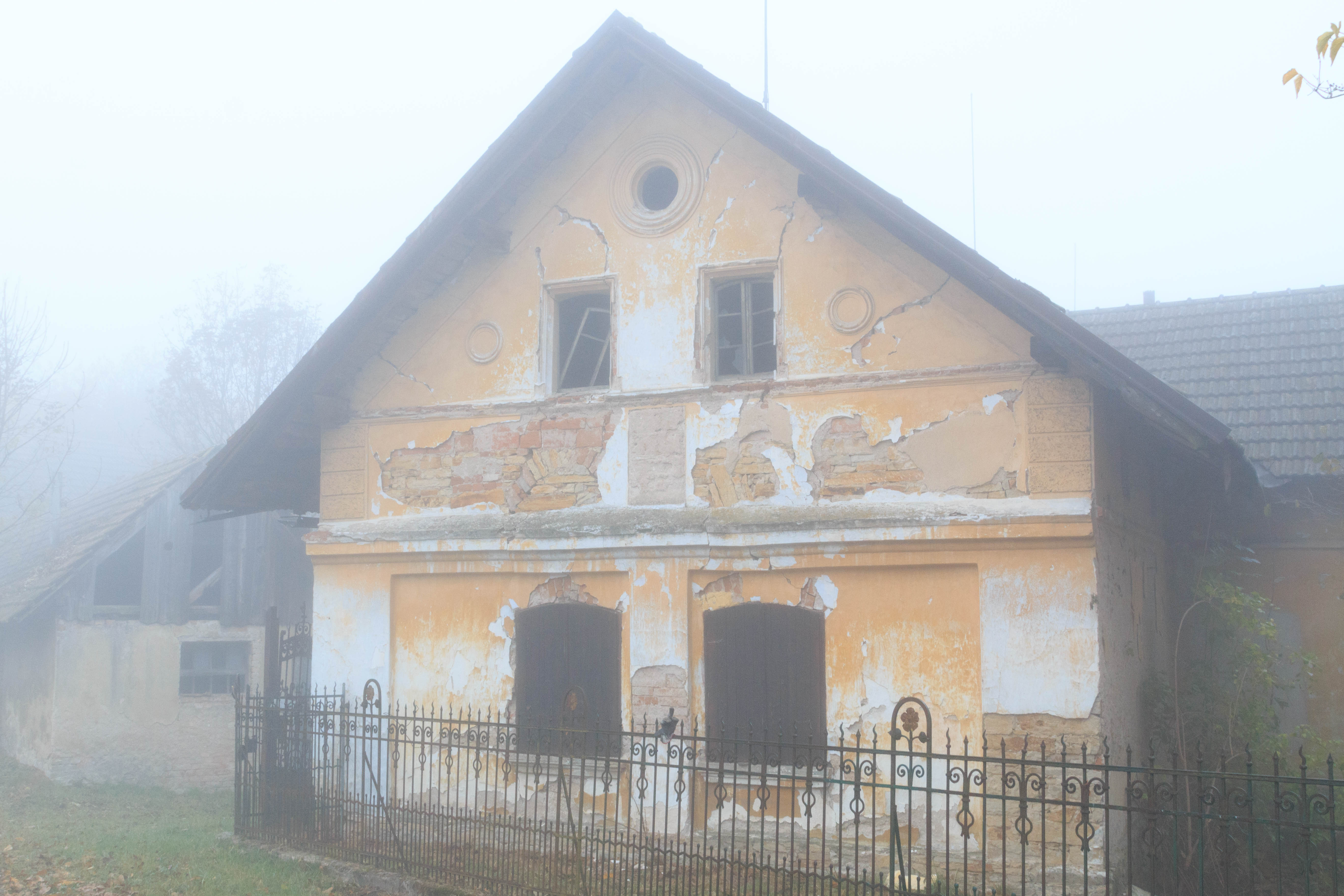
Vyhnanice u Voděrad – čp. 2